# Reifenheber

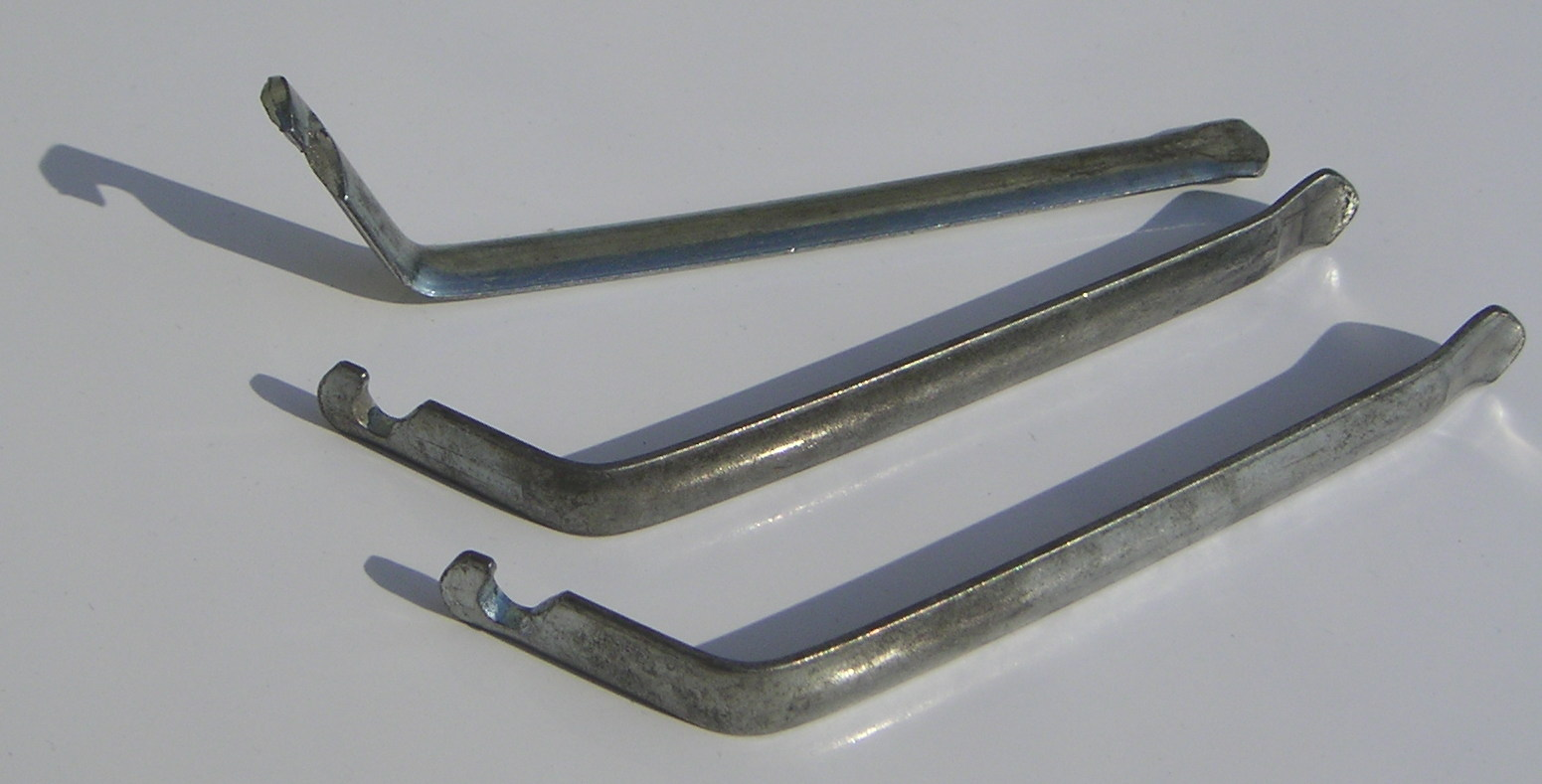
Abgewinkelte Fahrrad-Reifenheber aus Metall

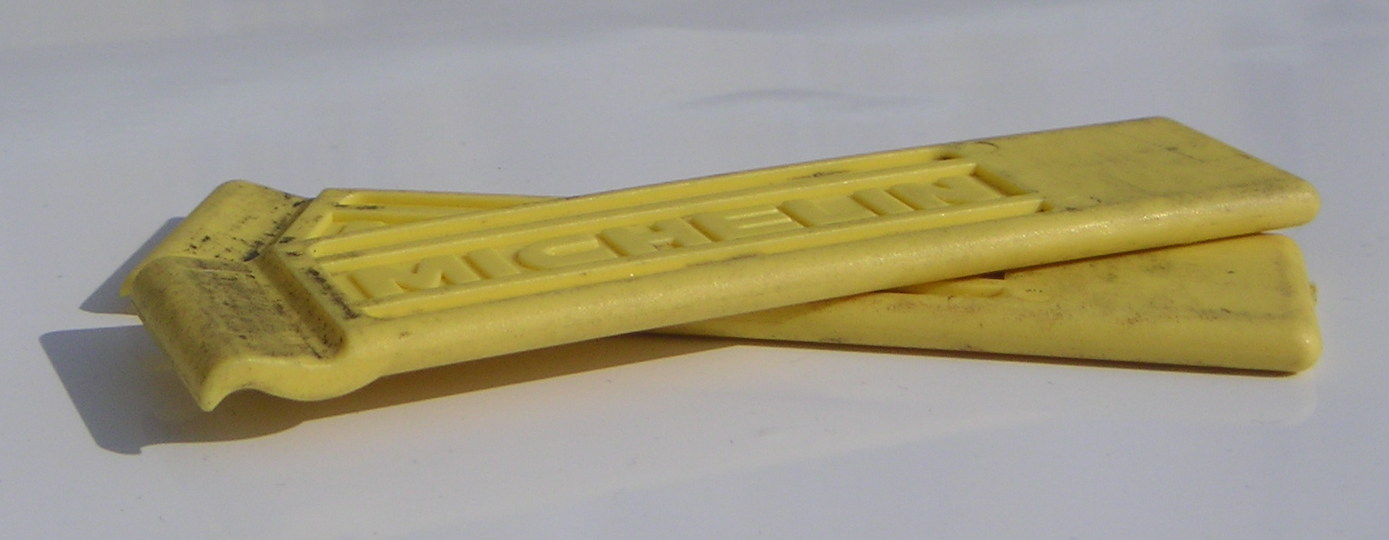
Fahrrad-Reifenheber aus Kunststoff

Ein Reifenheber ist ein Werkzeug, das der leichteren Demontage des Mantels von der Fahrrad- oder Autofelge dient.
Reifenheber werden aus Metall oder Kunststoff gefertigt, es gibt flache und abgewinkelte Ausführungen. Letztere haben den Vorteil, dass sie beim Gebrauch in die Speichen eingehängt werden können und so dem Anwender die dritte Hand ersetzen.
Reifenheber werden meist in 3er-Packs verkauft, da zur Demontage eines Mantels maximal drei Exemplare nötig sind.
Zur Demontage des Mantels wird zunächst die Luft aus dem Fahrradschlauch gelassen. Dann wird der Reifenheber vorsichtig, ohne den Schlauch zu verletzen, zwischen Felge und Mantel geschoben. Hat man einen abgewinkelten Reifenheber, wird dieser zur Fixierung bei der nächsten Speiche eingehängt. Sodann wird der zweite Reifenheber ein Stück weiter eingesetzt. Damit lässt sich der Mantel an dieser Stelle über das Felgenhorn nach außen ziehen. Mit dem dritten Reifenheber, den man wieder ein Stück weiter einsetzt, kann der Mantel weiter von der Felge gezogen werden. Meist kann man ihn nun per Hand rundherum von der Felge abnehmen. Sollte das nicht gelingen, wird der mittlere Reifenheber entfernt und ein Stück weiter wieder eingesetzt. Auf diese Weise lässt sich der Mantel Stück für Stück von der Felge heben. Nachdem der Schlauch entfernt wurde, kann nun auch die andere Seite des Mantels über das Felgenhorn gehoben werden. Das ist meist ohne Reifenheber möglich.